# Museum of Goa
Le Museum of Goa (abrégé en MOG, qui signifie aussi « amour » en konkani) est un musée privé d’art contemporain situé dans l’état de Goa, en Inde.
Il a ouvert ses portes en novembre 2015 et occupe un bâtiment de trois étages et 1 500 m2 dans une zone industrielle, ce qui en fait à son ouverture le plus grand musée artistique privé en Inde. L’initiateur du projet est le sculpteur Subodh Kerkar, propriétaire du terrain ; l’architecte Dean D’Cruz s’est chargé de la conception des lieux. 

## Expositions
Le musée n’a pas de collections permanentes ; ses trois étages sont dédiés à différentes formes d’art, tandis que le jardin permet d’exposer des sculptures. Les deux premières expositions (en 2015) sont Gopalapatanam, sur l’histoire de l’art à Goa, et Balcao, à propos des liens artistiques et culturels entre les États de Goa et du Kerala. Elles permettent à des artistes originaires de Goa d’être exposés dans leur région natale, alors que nombre d’entre eux sont devenus célèbres une fois expatriés.
En 2016, le musée propose Histories of Goa, qui regroupe une quarantaine d’œuvres de 31 artistes goanais, dont 15 internationalement connus. En 2018, il expose l’artiste iranien Saleh Kazemi dans Mirror of Everyday Life.
Lors de la dépénalisation de l’homosexualité en Inde avec le rejet par la cour suprême de l’article 377 du code pénal fin 2018, le MOG propose une exposition Freedom is in the air en guise de célébration.

## Événements
En sus des expositions, le musée héberge aussi des concerts, des conférences et des projections. 
Il sert aussi de cadre à des festivals, comme le Serendipity Arts Fest en 2018, le Goa Affordable Art Fest, visant à démocratiser l’art contemporain et à permettre à une population plus large d’acquérir des pièces, ou encore le festival de cinéma Aabobo, qui présente notamment des courts-métrages de cinéastes indépendants.